# Canalicephalus quickei
Canalicephalus quickei är en stekelart som beskrevs av Van Achterberg 2002. Canalicephalus quickei ingår i släktet Canalicephalus och familjen bracksteklar. Inga underarter finns listade.